# Fragile (TOKIOの曲)
『fragile』（フラジャイル）は、2016年2月24日にJ Stormから発売されたTOKIOの51作目のシングル。

## 概要
前作『東京ドライブ』から約4か月ぶりのリリースとなるシングルである。表題曲の「fragile」は、長瀬智也が主演を務めたフジテレビ水曜10時枠の連続ドラマ『フラジャイル』の主題歌になっており、長瀬智也がドラマの台本や原作となった漫画に目を通したうえで作詞・作曲・編曲を手掛けている。
初回限定盤、通常盤の2形態でリリースされており、初回限定盤には表題曲のミュージック・ビデオとメイキングを収録したDVDが付属。通常盤のCDにはカップリング曲の「ジャンプ」と「TOKIO STATION 〜ラジオ編〜」が収録されている。また、初回限定盤、初回プレスも含む通常盤それぞれに、初回限定盤、通常盤で異なるトークが聴ける「TOKIO STATION WEB〜楽屋トーク編〜」のパスワードが、さらに通常盤初回プレスにはfragileオリジナルステッカーの封入されていた。

## 収録曲

### CD
※は通常盤のみ収録。
1. fragile
作詞・作曲・編曲：長瀬智也
  - フジテレビ系水10ドラマ『フラジャイル』主題歌[3]
2. ジャンプ※
作詞・作曲：国分太一、編曲：国分太一・長瀬智也・KAM
3. fragile（Backing Track）
4. ジャンプ（Backing Track）※
5. TOKIO STATION 〜ラジオ編〜※

### DVD（初回限定盤のみ）
1. fragile（Video Clip）
2. fragile（Making）